# Andrij Swyryd
Andrij Serhijowycz Swyryd (ukr. Андрій Сергійович Свирид; ur. 9 kwietnia 1995) – ukraiński zapaśnik walczący w stylu wolnym. 
Zajął piąte miejsce na mistrzostwach Europy w 2021 i 2025. Drugi na ME U-23 w 2015 i trzeci w 2018 roku.